# Cathédrale de la Dormition de Volodymyr
Pour les articles homonymes, voir Cathédrale de la Dormition.
La cathédrale de la Dormition (en ukrainien : Свято-Успенський кафедральний собор (Володимир)) est une cathédrale orthodoxe de l'éparchie située à Volodymyr.
Construite en 1160 après avoir été ruinée, presque toutes les voûtes et coupoles sont détruites. Elles sont reconstruites en 1900, en briques, par l'architecte Paweł Giżycki mais sans respecter les formes de l'édifice premier, en suivant les critères actuels.

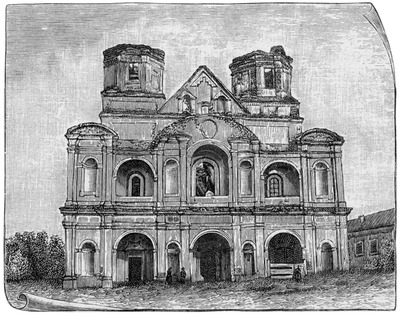
Représenté au XIXe siècle
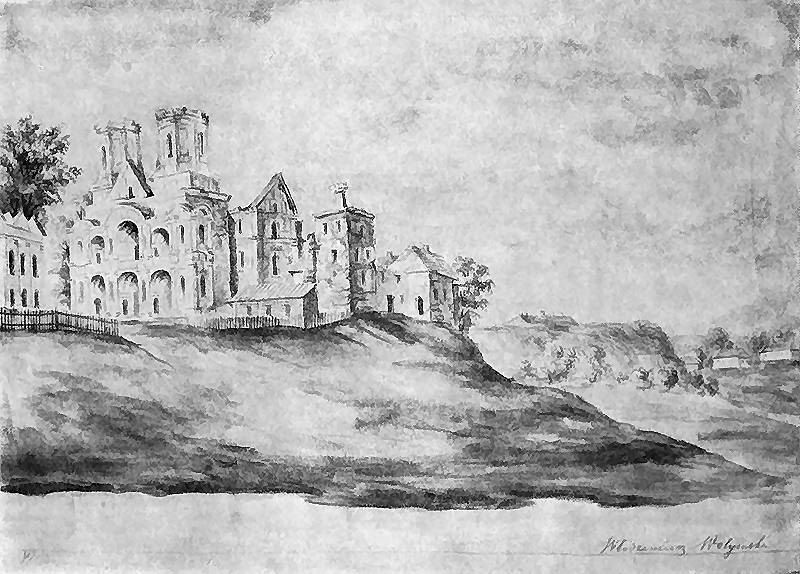
et à la même époque par Napoléon Orda,
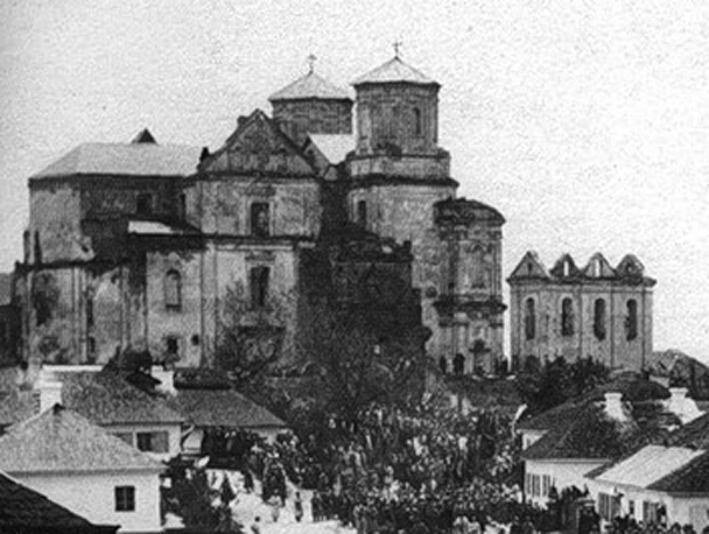
image de 1892.
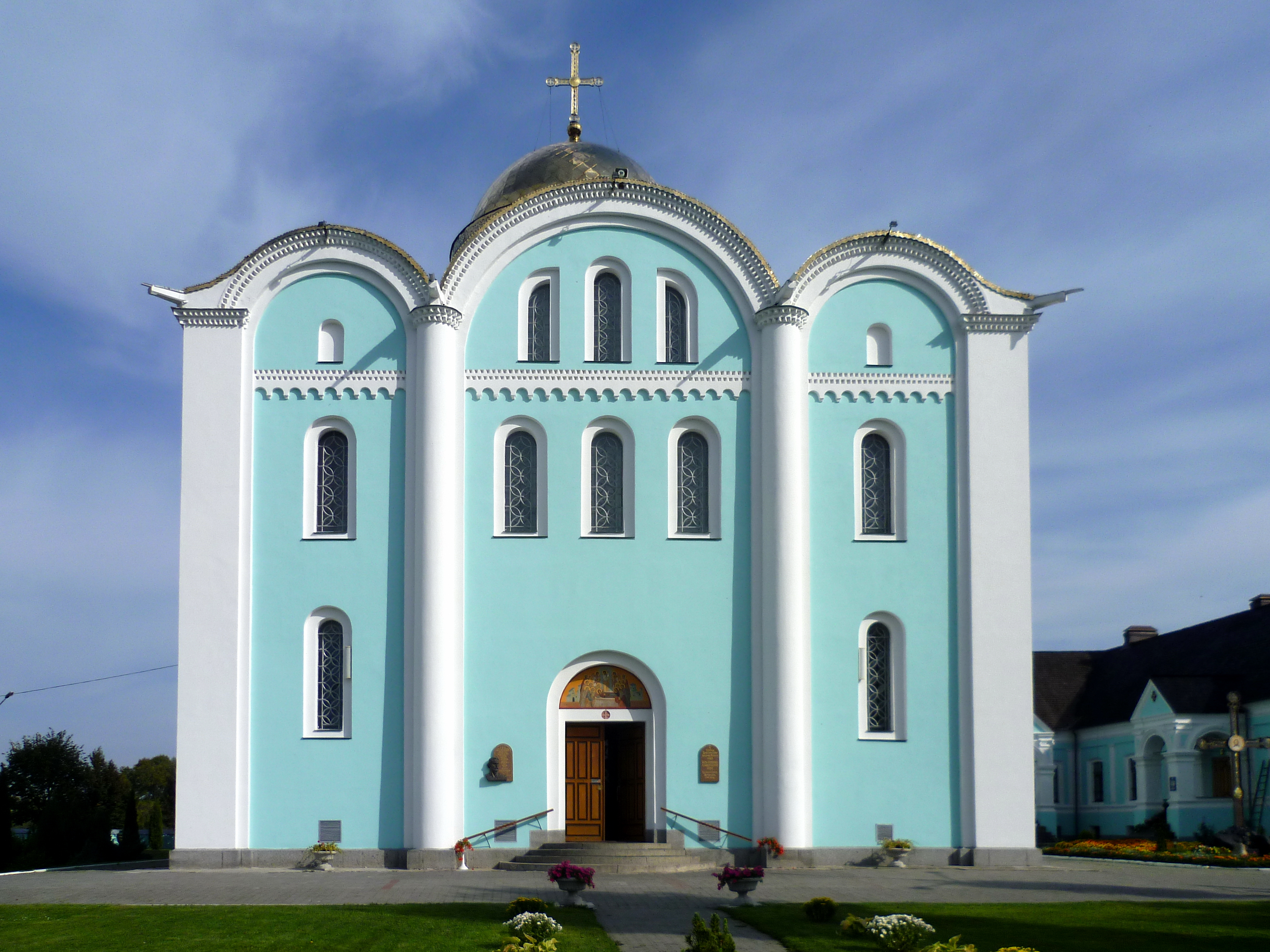
La façade actuelle.
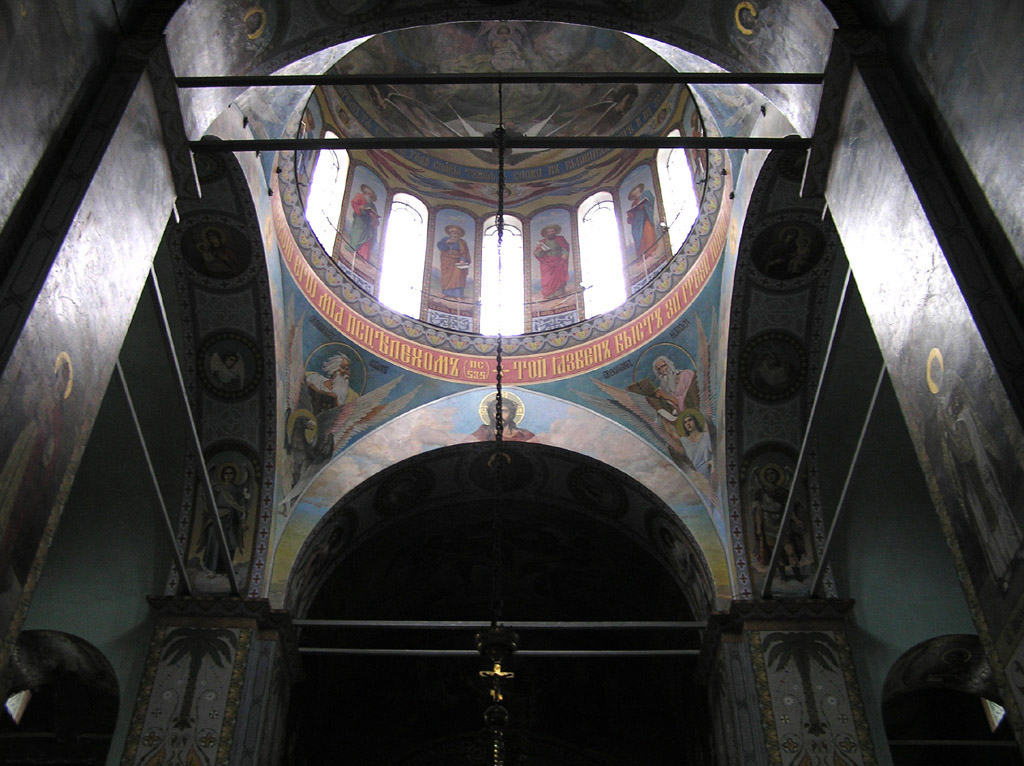
L'intérieur : une voûte,
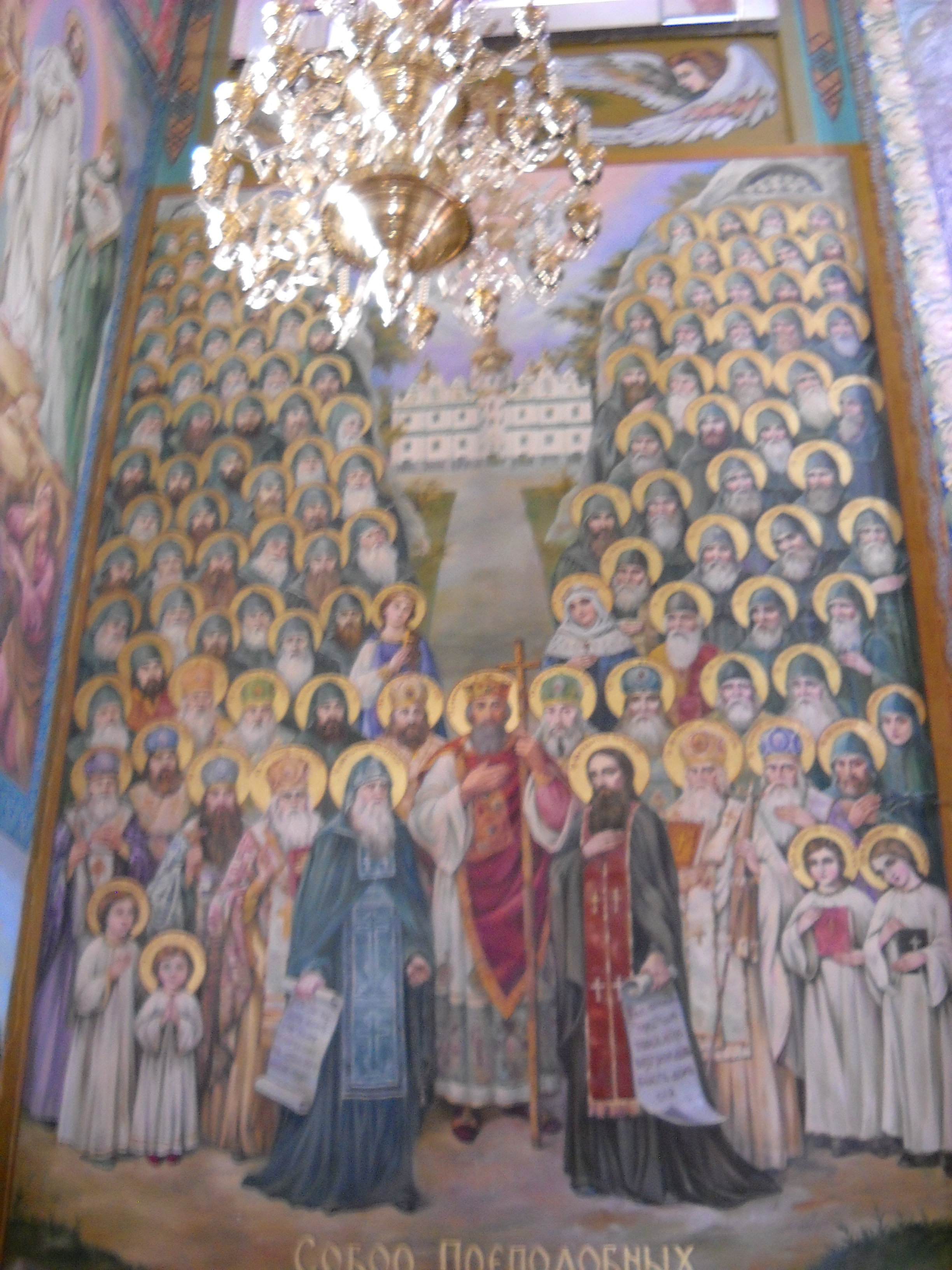
une fresque de saints,
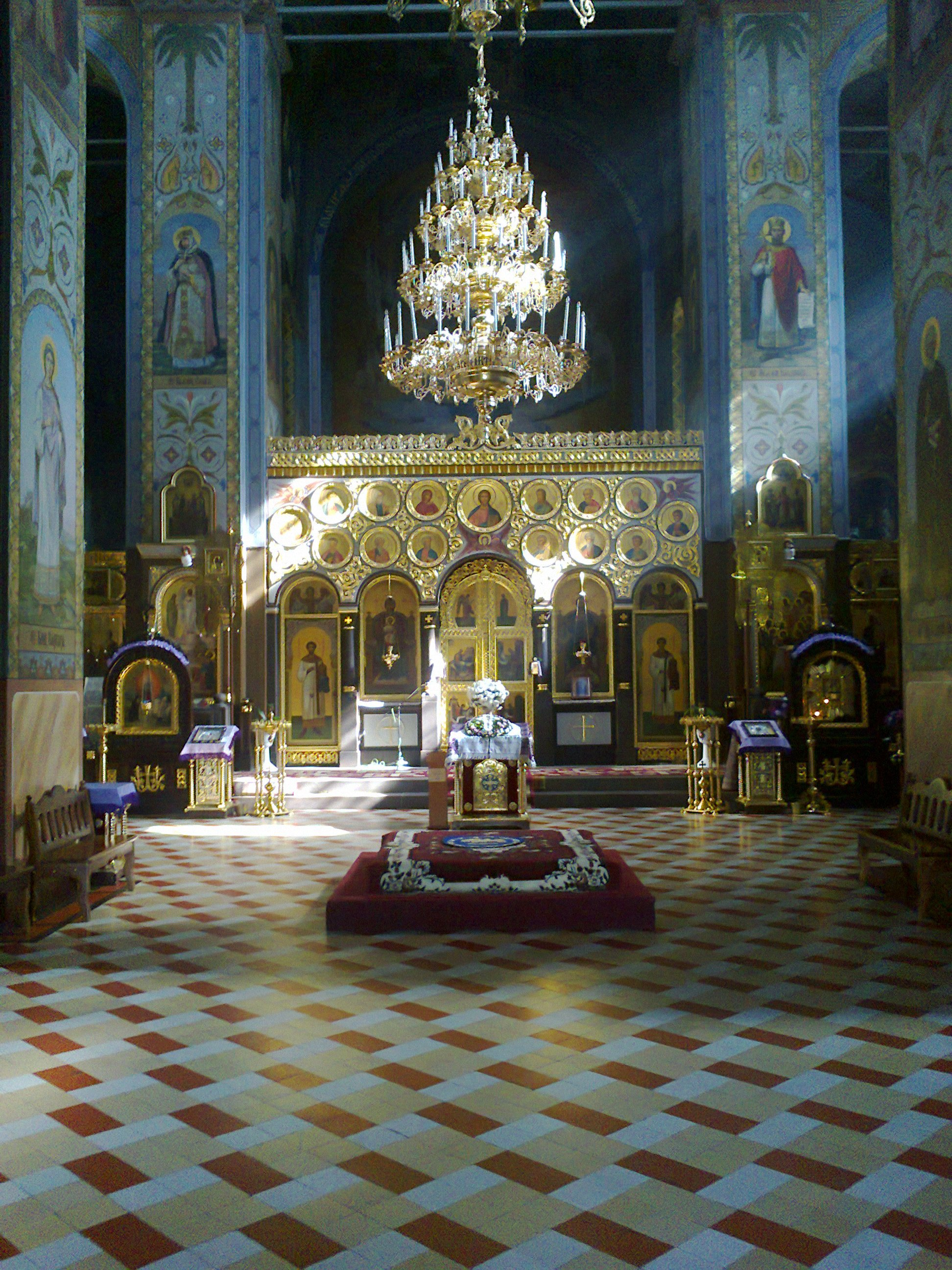
l'autel.